# طراز (نسيج)

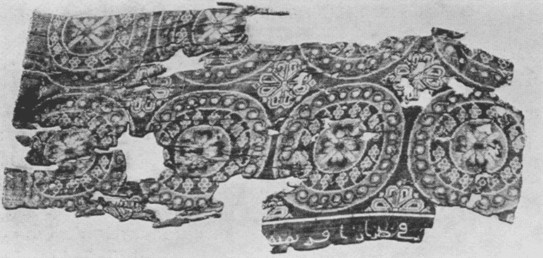
طراز مكتوب بالخط الكوفي على سَجَّاد، كتب عليه: في طراز إفريقية أي أنه صنع في مصنع الطراز بإفريقية، وهو معروض في رواق ويتوورث للفن بمانشستر (إنجلترا)

الطِرَاز هو شريط مكتوب على نسيج ما. والطراز كلمة فارسية معربة كانت تعني المدبج ثم أطلقت على الرداء المحلى بالمدبج، إذا كانت تلك الحلية أشرطة من الكتابة، وأخيرا صارت تطلق على المصنع التي تطرز فيه هذه الأشرطة.
وكان من عادة ملوك إيران قبل الإسلام أن يزينوا ملابسهم بصور الملوك وبأشكال معينة مميزة لها وكانت تهدى للحاشية وأصحاب المناصب، وورث المسلمون عنهم هذه العادة ولكنهم اعتاضوا عن الصور والرسوم بكتابة أسماء الحكام مصحوبة بالدعاء أو المديح. وهذه الكتابة كانت تنسج في لحمة الثوب وسداه أو تطرز بعد نسجه بخيوط من الذهب أو الفضة أو الحرير، واتخذ الحكام المسلمون هذا النوع من النسيج حقا لهم وحدهم واعتبروه من علامات سلطانهم وكانت الدور المعدة لنسج أثوابهم في قصورهم تسمى دور الطراز. وكان القائم على النظر فيها يسمى صاحب الطراز، ينظر في أمور الصباغ والآلة والحاكة فيها، وإجراء أرزاقهم وتسهيل آلالتهم ومشارفة أعمالهم. وكانوا يقلدون ذلك لخواص دولتهم وثقات مواليهم.
ولا يعرف على وجه التحديد متى ولا أين انشئت أول دار للطراز ولكن الدكتور كونل مدير القسم الإسلامي يمتحف برلين يرى أنه من المحتمل جدا أن يكون أصل دور الطراز هو الجنيسم التي وجدها العرب بالإسكندرية عند الفتح وهي عبارة عن مكان ملحق بالقصر فيه أرقاء ينسجون ويصبغون الحرير ويعملون ملابس رجال البلاط.
وأول إشارة صريحة إلى دار الطراز وجدت على قطعة من الكتان في دار الآثار العربية تحمل رقم 3084 مكتوب عليها: «بسم الله بركة من الله لعبد الأمين محمد أمير المؤمنين أطال الله بقاه مما أمر بصنعه في طراز العامة بمصر على يد الفضل ابن الربيع مولى أمير المؤمنين».
وأول من نقل الطراز إلى العربية عبد الملك بن مروان نقلا عن الروم فاتخذوا الطراز على أثوابهم وستور منازلهم وقراطيسهم (والقراطيس بُرَدٌ مصرية كانوا يحملون بها الآنية والثياب) كما كان عند الروم والكتابة عليه بالرومية، وظلوا على ذلك أيام عبد الملك بن مروان فجعله في العربية وبدأ بالقراطيس وكانت تنسج بمصر، فكانوا يطرزونها بالرومية وطرازها «بسم الآب الابن والروح القدس»، فلما علم عبد الملك بن مروان بهذا كتب إلى أخيه عبد العزيز بن مروان عامله على مصر بإبطال هذا الطراز وأن يستبدل العبارة ب «لا إله الا الله»، وبعد هذا صار الطراز شارة للخلافة فجعل على ملابس الجند ورجال الدولة وشارات الدولة وبنودها وكسائها، فإذا أراد أحد الخروج من طاعة الخليفة قطع الخطبة له وأسقط اسمه من الطراز كما فعل المأمون لما بلغه وهو على خراسان أن الأمين عاد عن بيعته.
وعرفت الدولة الفاطمية «دار الكسوة» وكان يفصل فيها جميع أنواع الثياب والبز وقيمة ماكان يخرج منها من الكسى 600000 دينار في العام، وكانت خلعهم على الأمراء الثياب الدبيقي والعمائم بالطراز الذهب، وكانت قيمة طراز الذهب والعمامة خمسمائة دينار، وكانوا يفرقون الكسوات مرتين في العام (في الصيف والشتاء) على جميع أهل الدولة من الخدم والحواشي من العمامة إلى السروايل وقدر عدد القطع التي صدرت منها سنة 561 هجرية فبلغت 14305، وذكر المقريزي تفاصيل تلك الألبسة التي كانت تفرق في تلك الدار في فصل خاص.

## هوامش
1. ↑  يذكر المقريزي مايلي حول دار الكسوة: "قال ابن أبي طي: وعمل يعني لمعز الدين الله دارا، وسماها: دار الكسوة كان يفصل فيها من جميع أنواع الثياب والبز، ويكسو بها الناس على اختلاف أصنافهم كسوة الشتاء والصيف، وكانت لأولاد الناس، ونسائهم كذلك وجعل ذلك رسماً يتوارثونه في الأعقاب، وكتب بذلك كتباً، وسمى هذا الموضع: خزانة الكسوة" ثم يذكر فيما يلي ذلك من الصفحات تفصيلات كثيرة عما كانت توزعه الدار وأنواعه وقيمته.[7]